# Gaston Fessard
Gaston Fessard (Elbeuf, 29 gennaio 1897 – Porto Vecchio, 18 giugno 1978) è stato un religioso e teologo francese gesuita. Fu uno dei primi a porre il problema di una lettura cristiana di Hegel nell'ambito della rinascenza hegeliana (iniziata a Parigi nel 1929 con l'opera di Jean Wahl e proseguita con le letture para-esistenzialistiche di Alexandre Koyré, Alexandre Kojève, Jean Hyppolite, Jean-Paul Sartre) e a elaborare la necessità di una resistenza spirituale al nazismo.
Padre Fessard nel 1941 fu il redattore del primo numero dei Cahiers du Témoignage Chrétien, intitolato France, prends garde de perdre ton âme, che si opponeva al nazismo in nome dei valori cristiani. Questo impegno teoretico nei confronti del cristianesimo secolarizzato hegeliano e l'atteggiamento attivo contro il neopaganesimo lo conducono a riflettere sull'essenza della storicità, sulle figure concrete dell'attualità storica e sul mistero stesso della storia.
Contestò l'obbligo di obbedire al Regime di Vichy elaborando la teoria del «principe schiavo» improntata a Carl von Clausewitz: conviene obbedire al principe quando resta sovrano e agisce nel nome del bene comune, ma la resistenza si impone al principe-schiavo la sovranità del quale è limitata e l'azione diretta dall'occupante.
A questo titolo, lo storico Roland Hureaux vede in Fessard il «teorico del gollismo» per l'importanza che egli accorda alla legittimità del potere politico.
Gaston Fessard fu, nel corso del Novecento, un analista dei grandi fenomeni politici mondiali, al pari di un Raymond Aron, di cui fu amico per più di mezzo secolo.
L'etica sociale ha un grande ruolo dentro il suo pensiero, ma l'asse essenziale rimane il rapporto dell'uomo alla storia e alla storicità.

## Opere
- Autorité et bien Commun, Paris, Aubier, 1944
- Chrétiens marxistes et théologie de la libération : itinéraire du Père J. Girardi, Paris, Lethielleux, 1978
- Correspondance : 1934-1971 / Gabriel Marcel, Gaston Fessard, [présentée et annotée par Henri de Lubac, Marie Rougier et Michel Sales; introd. par Xavier Tilliette, Beauchesne, Coll. "Bibliothèque des Archives de philosophie". Nouvelle série, n°45, Paris, 1985. (ISBN 2-7010-1111-6)
- De l'actualité historique, Paris, Desclée de Brouwer, 1960
- Église de France prends garde de perdre la Foi, Paris, Julliard, 1979
- Épreuve de force ; réflexions sur la crise internationale, Paris, Bloud et Gay, 1939
- France prends garde de perdre ta liberté, Paris, Témoignage chrétien, 1946
- Gaston Fessard, 1897-1978 : genèse d'une pensée, Bruxelles, Culture et vérité, 1997
- Hegel, le christianisme et l'histoire, Paris, Presses universitaires de France, 1990
- Au temps du Prince-esclave, Ecrits clandestins et autres écrits (1940-1945), Limoges, Critérion, 1989
- L'Antisémitisme en U.R.S.S. Faits et réflexions, Mesnil, Firmin-Didot, 1960
- La Dialectique des "Exercices spirituels" de S. Ignace de Loyola, Paris, Aubier, 1966
- La philosophie historique de Raymond Aron, Paris, Julliard, 1980
- Le dialogue catholique-communiste est-il possible ?, Paris, Grasset, 1937
- Libre méditation sur un message de Pie XII (Noël 1956), Paris, Plon, 1957
- Paix ou guerre ? Notre paix, Paris, Monde nouveau 1951
- « Pax nostra » ; examen de conscience international, Paris, Grasset, 1936
- Correspondance inédite du P. Teilhard de Chardin et de Gaston Fessard, Toulouse, Institut Catholique de Toulouse, 1989, 264 p.